# Alien Cargo
Alien Cargo è un film televisivo del 1999 diretto da Mark Haber.

## Trama
Dopo mesi di ipersonno a bordo dell'astronave da trasporto Solar System Shipping Vessel No.17 (SSS-17), due membri dell'equipaggio si risvegliano: Chris McNiel e Theta Kaplan. Ben presto i due scoprono di essere stati svegliati dal computer dell'astronave quasi dieci mesi dopo l'orario previsto, che l'astronave è serimente danneggiata e il carburante è quasi esaurito. Decisi a scoprire quanto accaduto i due si ritroveranno a vivere un vero e proprio incubo.